# Bielnik Kopischa

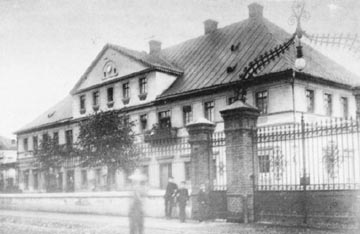
Dom Kopischa (zdjęcie archiwalne)

Bielnik Kopischa – najstarszy zachowany obiekt fabryczny w Łodzi, położony przy ul. ks. bpa Wincentego Tymienieckiego 5; zwyczajowa nazwa należącego do Tytusa Kopischa budynku przemysłowo-mieszkalnego, który jednak bielnika nie mieścił.

## Historia

### Królestwo Polskie
Pierwotny budynek fabryczny został wzniesiony przez władze rządowe Królestwa Polskiego w 1825 roku z przeznaczeniem na manufakturę włókienniczą. Mieściły się tu: bielnik (oddział bielenia i uszlachetniania płótna), krochmalnia, suszarnia, folusz i magiel. Zakład przekazano w administrację najpierw Karolowi Mayowi, a następnie Danielowi Illowi, by w 1828 roku sprzedać go Tytusowi Kopischowi – przybyłemu z Kowar na Dolnym Śląsku kupcowi i przedsiębiorcy lniarskiemu. W latach 1828–1829 wybudowano w stylu klasycystycznym budynek gospodarczy mieszczący również mieszkanie właściciela zakładu. Ta druga budowla powstała na miejscu pierwszego budynku z wykorzystaniem jego zarysów i to ona nazywana jest „bielnikiem Kopischa”, chociaż nigdy zakładu bielnikowania nie mieściła. Pozostałości pierwszego bielnika znajdują się obok – w niewysokim, otynkowanym budynku. Kopisch rozbudował zakład korzystając z pomocy rządowej Królestwa i sprowadził tkaczy lnu ze Śląska, tworząc z manufaktury jeden z większych zakładów lniarskich w Królestwie. Po powstaniu listopadowym zakład podupadł i przestał liczyć się na łódzkim rynku. W 1874 roku został sprzedany Henrykowi i Jakubowi Petersom, od których odkupił go w roku 1878 Karol Wilhelm Scheibler.

### II Rzeczpospolita
W 1933 roku mieściły się tu m.in. 8. i 16. Punkt Lekarski „Dzielnicy I”, Kasy Chorych m. Łodzi, a następnie, po reorganizacji systemu opieki zdrowotnej w Polsce, w 1937 roku, m.in. gabinet pediatryczny nr NS.III/2 Obwodu Południowego Ubezpieczalni Społecznej w Łodzi.

### Polska Ludowa i współczesność
W okresie PRL w budynku mieściły się mieszkania zakładowe Zakładów Przemysłu Bawełnianego im. Obrońców Pokoju „Uniontex”. W połowie lat 80., po remoncie, stał się on siedzibą Pracowni Konserwacji Zabytków, a następnie Banku Przemysłowego S.A., przejętego w 2004 roku przez Getin Bank S.A. W 2006 roku miasto odkupiło nieruchomość za 4,4 mln zł z przeznaczeniem na siedzibę biura Miejskiego Konserwatora Zabytków i Wydziału Architektury UMŁ. Jesienią 2006 r. przeniósł się tam także Wydział Ochrony Środowiska i Rolnictwa UMŁ. W późniejszych latach budynek był również siedzibą EC1 Łódź – Miasto Kultury, Zarządu Nowego Centrum Łodzi i oddziału Muzeum Miasta Łodzi.
Od 2014 roku obiekt wraz z działką o powierzchni 1711 m² był kilkukrotnie wystawiany na sprzedaż (w 2015 za cenę wywoławczą 5,35 mln zł, w 2016 – za cenę wywoławczą 5,7 mln zł). Ostatecznie został sprzedany w końcu września 2017 roku warszawskiej spółce „Hocan Estate” za około 4 mln zł.
Budynek wpisany jest do rejestru zabytków pod numerem 25/1/8 z 24.02.1964 oraz A/8 z 20.01.1971.

## Architektura
Budynek zaprojektowany został w stylu klasycystycznym na planie prostokąta, nakryty jest czterospadowym mansardowym dachem. Jest dwukondygnacyjny, a w części środkowej posiada dodatkową, trzecią kondygnację zwieńczoną tympanonem. Powierzchnia użytkowa obiektu wynosi 2179 m².